# Kebayoran Baru
Kebayoran Baru es un subdistrito (Kecamatan en Indonesia) localizado en la ciudad de Yakarta Meridional, Yakarta, Indonesia.
Este subdistrito es una zona residencial aunque también es una zona comercial y de negocios como la zona SCBD (Senayan distrito de negocios) y de la Bolsa de Indonesia (La bolsa de Yakarta). El subdistrito de Kebayoran baru es uno de los más ricos de Yakarta Meridional donde se encuentra el ayuntamiento.

## Límites
En dirección Norte limita con el subdistrito Tanah Abang y Setiabudi. Calles como Jalan Hang Lekir y Jalan Jendral Sudirman así como Jalan Gatot Soebroto son los bordes septentrionales de este subdistrito. Hacia el Oeste limita con el subdistrito Kebayoran Lama, con el río Grogol como linde. Hacia el Este linda con el subdistrito Mampang Prapatan. El linde es el río Krukut. Por el Sur limita con el subdistrito Cilandak. El linde es la calle Jalan Marganda y Jalan Haji Nawi Raya.

## Kelurahan
El subdistrito de Kebayoran Baru está dividido en los siguientes 10 kelurahan:
1. Kelurahan Selong, Kebayoran Baru con código postal 12110
2. Kelurahan Gunung, Kebayoran Baru con código postal 12120
3. Kelurahan Kramat Pela, Kebayoran con código postal 12130
4. Kelurahan Gandaria Utara, Kebayoran Baru con código postal 12140
5. Kelurahan Cipete Utara, Kebayoran Baru con código postal 12150
6. Kelurahan Pulo, Kebayoran Baru con código postal 12160
7. Kelurahan Melawai, Kebayoran Baru con código postal 12160
8. Kelurahan Petogogan, Kebayoran Baru con código postal 12170
9. Kelurahan Rawa Barat, Kebayoran Baru con código postal 12180
10. Kelurahan Senayan, Kebayoran Baru con código postal 12190

- Datos: Q192999
- Multimedia: Kebayoran Baru / Q192999